# Out flow
Out Flow es la cuarta recopilación del grupo japonés de producción de Música electrónica; I've Sound y el quinto volumen de la serie "Girls compilation". Fue publicada en una edición limitada en una caja especial junto con Lament y el I've P.V Collection Vol.3: See You DVD el 5 de septiembre de 2003. Ambos álbumes tuvieron publicaciones individuales a partir del 30 de octubre de 2003.
Las canciones de este disco vienen de muchos videojuegos para adultos e incluye además una canción inédita. Las cantantes que intervienen en este disco son: KOTOKO, Mami Kawada, Eiko Shimamiya, MELL, Kaori Utatsuki, MOMO y SHIHO.

## Canciones
1. KOTOKO: Heart of hearts (Canción de apertura de Heart of hearts)
Letra: KOTOKO
Composición: Kazuya Takase
2. KOTOKO: Cose to me (Canción de apertura de Effect: Akuma no ko)
Letra: KOTOKO
Composición: Kazuya Takase
3. MELL: Sayonara wo oshiete -Comment te dire adieu- (さよならを教えて) (Canción de cierre de Sayonara wo oshiete)
Letra: Kenzo Nagaoka
Composición: Momoko Sapporo
Arreglos: Kazuya Takase
4. Kaori Utatsuki: Senecio (Canción inserta en Onegai Teacher)
Letra: KOTOKO
Composición: Tomoyuki Nakazawa
5. KOTOKO: Sensitive (Canción de apertura de Gibomai: Haitoku no chigiri)
Letra: KOTOKO
Composición: Kazuya Takase
6. Mami Kawada: Wind and water (Cánción de apertura de Silvern: Gin no Tsuki, Mayoi no Mori)
Letra: KOTOKO
Composición: Tomoyuki Nakazawa
Arreglos: Kazuya Takase
7. SHIHO: Ever stay snow (Canción de apertura de Snow drop)
Composición: Kazuya Takase
8. Mami Kawada: Kaze to kimi wo daite (Canción de apertura de Miss you)
Letra: KOTOKO
Composición: Kazuya Takase
9. Eiko Shimamiya: Sora mau tsubasa (Canción inserta en Blue-sky-blue)
Letra: Tsukasa Mongamae
Composición: Wata
10. Eiko Shimamiya: Castle of sand (Canción de cierre de AKA)
Letra: Tomo Kataoka
Composición: Kazuya Takase
11. MOMO: Velocity of sound (Cancíón de apertura de Sonic princess)
Letra: KOTOKO
Composición: Tomoyuki Nakazawa
12. MELL: Out flow (Canción original del disco)
Letra: Harry Yoshida
Composición: Kazuya Takase

- Datos: Q6148216